# 广州市第二中学
广州市第二中学（简称：广州二中）位于中华人民共和国广东省广州市，是一所直属于广州市教育局的公办全日制中学。学校创立于1930年8月，1956年被评为广州市重点中学，1994年被评为广东省首批省一级学校，2007年通过广东省国家级示范性普通高中验收。学校现有应元路和科学城两个校区，截至2020年7月，共有在校学生3,996人、教职工375人。此外，学校还通过旗下广州二中教育集团管理多个民办和公办学校。

## 历史沿革

### 中华民国大陆时期

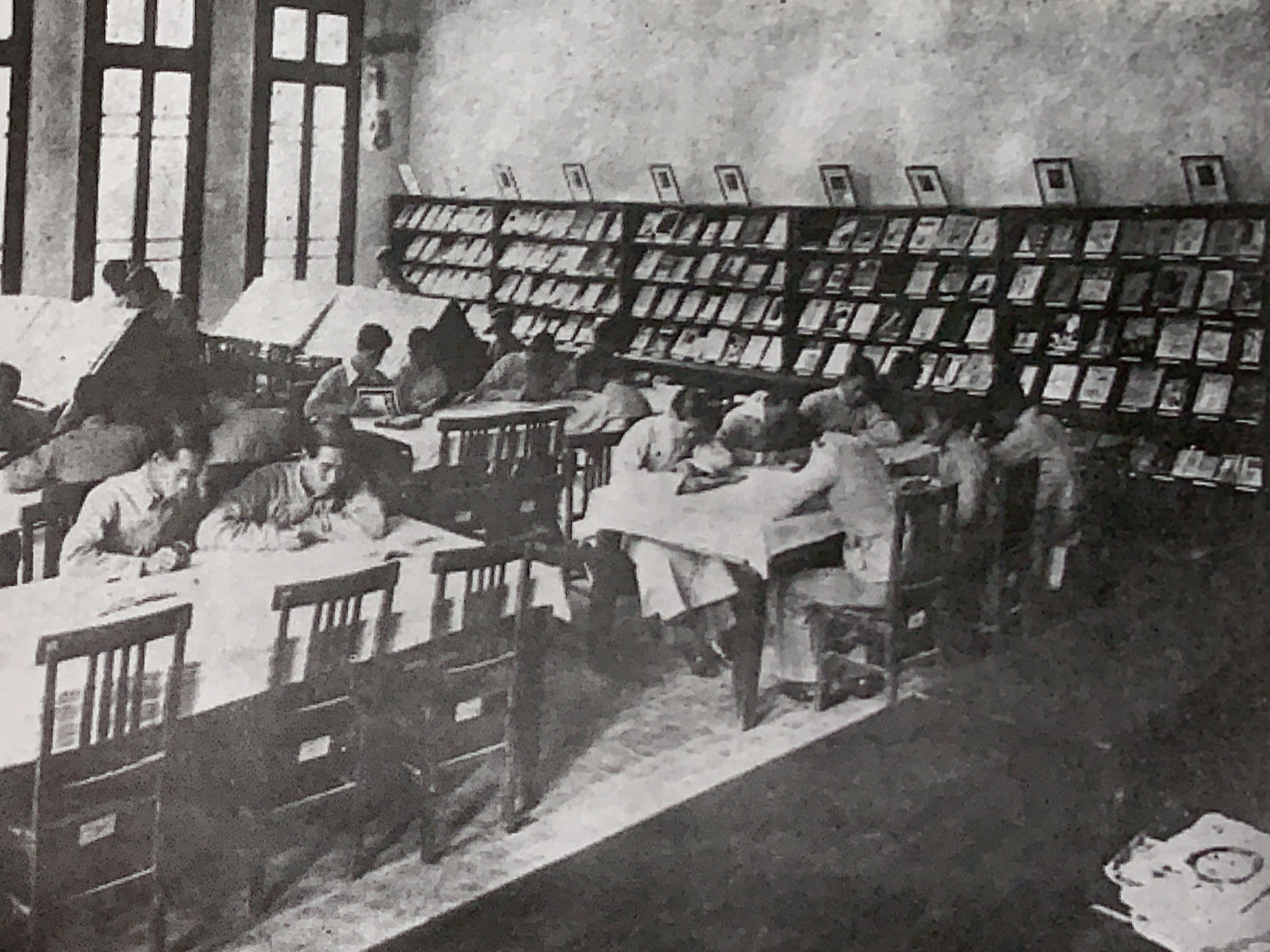
20世纪30年代的学校图书馆

1929年，当时广州的市立中学只有市一中一所，而市立小学已有70余所。为便利小学毕业生升学及发展市区的教育，广州市教育局决定在西关一带筹设市立第二中学。1930年8月1日，广州市立第二中学正式在文澜书院挂牌。学校初期只招生6个班合计190人，开设15门课程。初时只设有初中，且由于校舍不足，借用了西关逢源正街礼拜堂及附近民房增补为临时校舍。1932年5月，学校迁入蓬莱路连庆沙地的新校舍（现市一中校址）；同年9月，增办高中，招收男女新生各一班，共开设13门课程。1935年，由于陈济棠推行“复古运动”，市内学校均需男女分校，市一中和市二中便分别改为男校和女校，所有男生拨归市一中，所有女生拨归市二中。1936年8月，因广州由特别市改为省辖市而缩减了教育相关经费，当局将市三中并入市二中。1938年，因日军对广州发动空袭，市二中校舍遭受严重破坏，当局决定将市一中与市二中合并为市高中和市初中。同年10月，广州沦陷前夕，市高中和市初中均停办。
抗战结束后，由于市一中校址被广东省干部训练班占用，市一中便于1946年在西关原市二中的校址复办。同年，广州市政府请来立法委员王孝英担任校长，负责复办市二中的相关事宜。在王校长的周旋下，干训班于1947年迁出粤秀山（今越秀山）原市一中的校址，市二中随即迁入并得以复办。

### 中华人民共和国成立初期

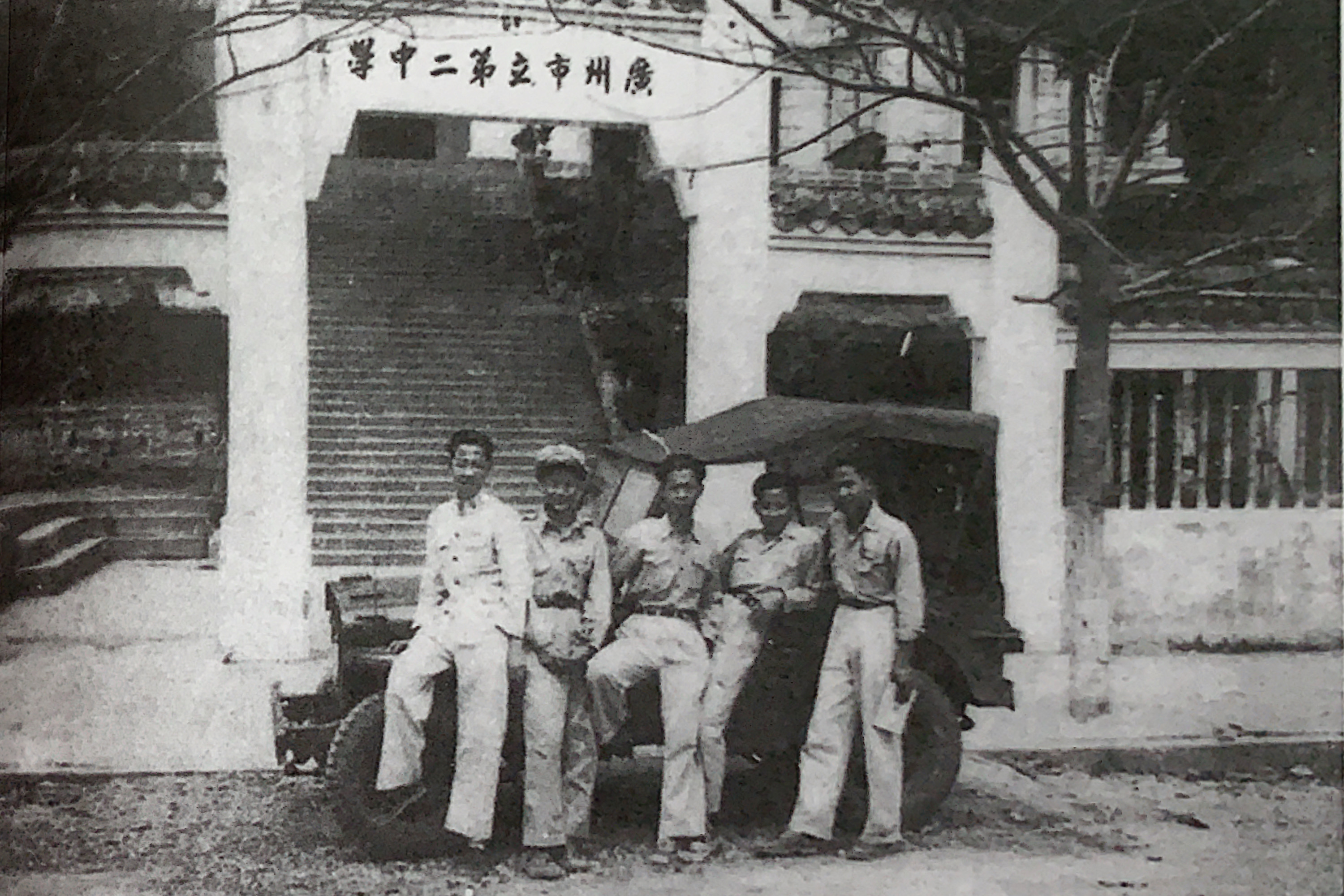
20世纪40年代的学校大门

解放軍進駐廣州後，军代表赖奕辉于1949年11月接管市二中。1951年3月，广州市立第二中学更名为广州市第二中学。1956年，被广州市人民政府评定为广州市重点中学:105。1959年，中共中央提出“巩固、整顿、提高”的方针后，二中开始学制改革，并于次年被定为试行五年一贯制的教育改革试验学校，教学成绩有所提高，成为广州较为突出的重点学校之一:31。
1966年，文化大革命爆发，二中学生卷入了“大破四旧、大斗老师”的浪潮中，众多教师被打倒批斗，学校亦被学生要求将校名改为“东方红战校”。1967年1月，群众组织夺权，学校工作全面瘫痪。1969年冬，为“战备疏散”以及配合学生学农的相关政策，二中在广州花县狮岭振兴白水寨建立农村分校，并开设校办工厂；1974年再迁至竹料公社陈洞大队陈洞水库旁。高考制度于1977年恢复后，学校重新回到以教学为重点的发展道路，并陆续开展一系列教学改革活动。1978年3月，校革命委员会撤消；同年8月，陈洞分校撤销:45。

### 改革开放后
1978年7月，广州二中重新被评定为市和区合办的重点中学；1981年4月，再被定为广州市重点中学:107。1994年，被评为广东省一级中学。2002年，在建设示范性高中及“名校办民校”的浪潮下，与越秀区政府合办了广州市越秀区二中应元学校。2005年9月，科学城校区启用，成为学校的高中部。2007年，通过广东省国家级示范性普通高中验收。2017年12月，为向广州外围城区辐射市区的教育资源，二中成立了广州二中教育集团，并陆续托管了黄埔、增城和南沙三区的4所公立学校。2022学年起，二中应元学校并入二中初中部，并定名为清泉校区。

## 校园环境

### 应元路校区

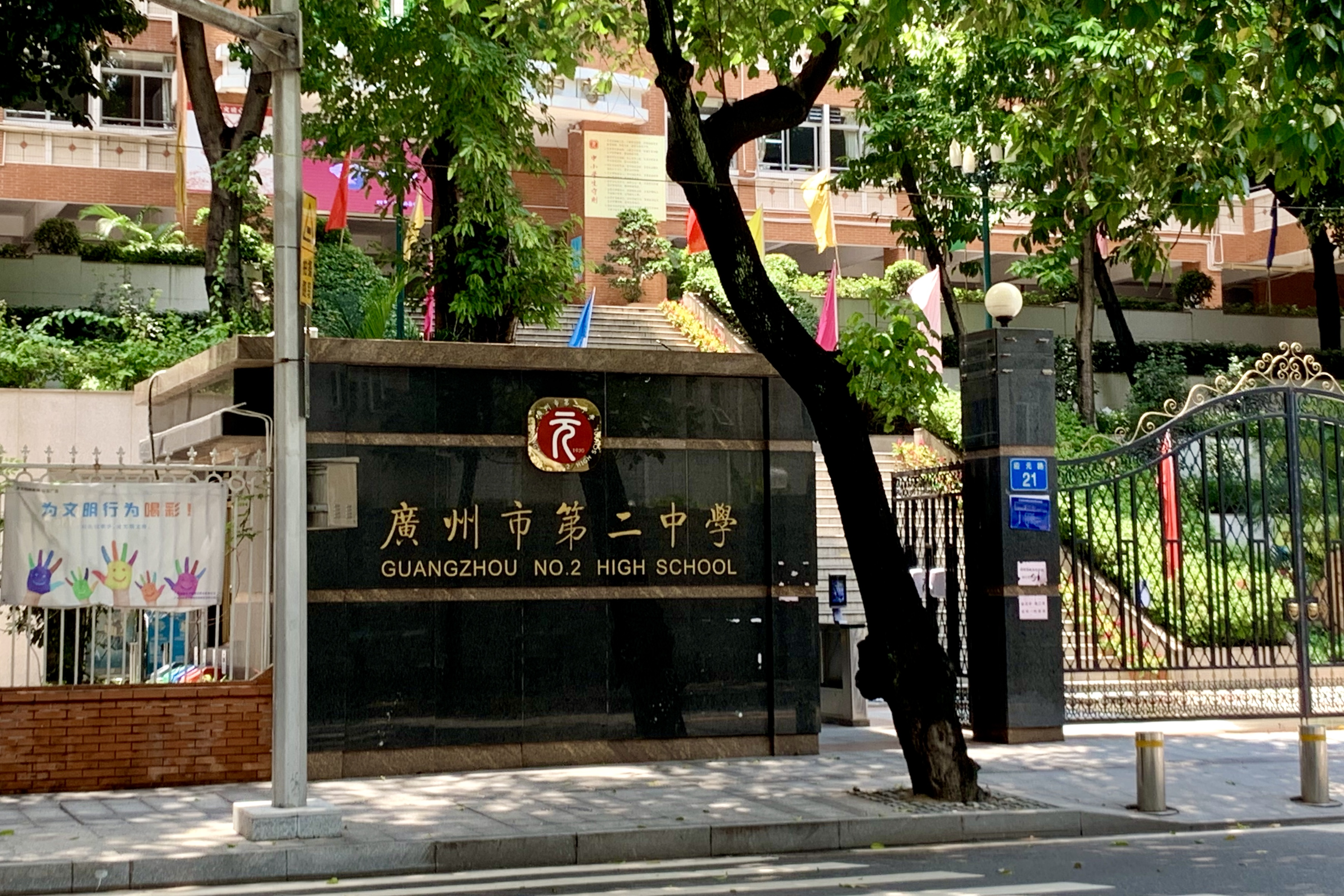
应元路校区校门

应元路校区位于越秀山南麓，正南面是广东省人民政府，西南为中山纪念堂，西面是三元宫，北面有越秀山体育场。其所在地曾是两广总督阮元在1820年创办的学海堂、广东巡抚蒋益澧与方浚颐在1867年倡办的菊坡精舍和广东布政使王凯泰在1869年成立的应元书院，岭南近代知名人物陈澧、朱次琦、梁启超、胡汉民、梁鼎芬、文廷式等均曾在此学习过。1929年，广州市立第一中学在学海堂旧址建立新校舍；1937年8月日軍開始空襲廣州，市一中與市二中合併，到淪陷後停辦并撤出原校址；1947年，广州市立第二中学迁入。学海堂最初在西关文澜书院挂牌，1824年迁至越秀山办学；菊坡精舍和应元书院亦在越秀山一带办学；广州二中于1930年在文澜书院挂牌，1947年进驻越秀山，被认为继承了前述三家书院的办学传统。目前，该校区是二中的主校区，2007年开始成为纯初中部校区。
2021年7月，应元路校区开始进行为期约200天的校园改造工程，学校临时借用广州市贸易职业高级中学东风校区和广东实验中学越秀学校盘福校区进行教学工作。2022年2月，改造完成的应元路校区重新启用。

### 科学城校区
为建设示范性高中，在“初、高中分离”的政策下，广州二中在萝岗区（现黄埔区）广州科学城开办新校区。新的科学城校区于2004年动工、2005年落成，并于同年9月作为高中部正式启用。2014年，萝岗区政府将校区周围13.9万平方米的山林地无偿提供给二中使用，该地作为学生综合实践基地，已于2017年8月基本建成并投入使用:320，并于2024年年末命名为“吾乡园”。
科学城校区占地约300亩，是广州市最大的示范性高中。其建于苏轼被贬至惠州途中曾结庐读书的苏元山上，西面和北面均连接山林保护区，校内有溪水汇聚成湖，因而有“山水学府”之称。校园由1983届校友、广东省重工设计院李德昆主持设计，其设计构想来源于《逍遥游》中的“鲲鹏万里”，校园整体以“一个教学核心区、三条校园轴线、教学/生活/运动三区”的“一核、三轴、三区”为原则相连。

## 教学情况

### 课程教育
广州二中在20世纪50年代就被评为重点中学，其办学成绩优秀，现为广州市教育局下属的A类学校。在应试方面，学校每年的高考重本率或高优率均位于广州市前列，2017年的重本率更居广州市首位；且对学生的加工能力强，每年的高考成绩较入口成绩均有较大幅度提升。2013年，成为首个获得北京大学自主招生“中学校长实名推荐制”名额的广州市属高中；2019年10月，成为广州市首个“清华大学优质生源中学”。为支持品学兼优但家庭经济条件困难的学生完成高中学业，学校自2005年开始招收“宏志生”，为广州市首个开设宏志班的学校。在学科竞赛方面，近年屡有学生获得国家级学科竞赛金牌等殊荣；学校亦成立奥赛发展中心，以发掘优秀学生的学科潜力。

### 素质教育
广州二中主张德、智、体、美全面发展，并以“真正学校，品质教育”作为学校的办学定位，大力发展素质教育。学校早在1950年代便开展课外小组活动；2001年，更率先将研究性学习作为必修课纳入学校课程计划。近年更推行“网格教育”，以提升学生的人文素养。
广州二中在科技体育方面亦有不错的成绩，曾先后被评为广东省青少年科学教育特色学校和全国科技体育传统校。学校的无线电测向教育于2005年开始发展，2012年8月被国家体育总局航空无线电模型运动管理中心授予中国大陆唯一的“全国科技体育（无线电测向）训练活动基地”，并在同月承办全国无线电测向锦标赛等大型活动；学校的航空航天模型教育则于2012年开始发展，其是广东省中学阶段唯一的“中国航空运动协会航空飞行营地”，并曾承办过广东省青少年航空航天模型锦标赛和全国纸飞机嘉年华等大型活动。

### 师资力量
广州二中在建校初期就汇集了一批市内的优秀师资，1980年代更有三名教师获评为广州市首批“特级教师”:124。截至2020年，学校共有教职工375人，其中高级教师100人，省特级教师1人，市级名教师、骨干教师8人。2024年。学校被评为教育部全国教育系统先进集体。

## 校园文化

### 校训
1947年二中進駐一中校址復辦後，时任校长王孝英将“顶天立地”定为校训，这四个字亦被书写在学校正座大楼的外墙上。1949年后，“顶天立地”被换为“在毛主席的旗帜下前进”。1987年学校工作计划中提到学校学风是“尊师、勤奋、求实、创新”，1989年改为“尊师、自律、勤学、求实、创新”。1997年，学校正式将校训定为“立志成才，振兴中华”。此后，学校于2009年和2017年分别提出了“元元传承，厚德格物”的办学理念和“真正学校，品质教育”的办学目标。2019年，学校重新使用“顶天立地”的校训。

### 校歌
1947年二中复校后，时任校长王孝英请来著名音乐家黄友棣作曲、时任职于广州市教育局的刘万章作词，制作了校歌《顶天立地》，以木棉树激励二中人奋发向上。2015年版校歌《香雪之约》正是改编自此版本。
1950年代，为适应“在毛主席的旗帜下前进”的社会氛围，学校新创作了一版校歌。该版校歌由吴庭樾老师作曲，语文科老师集体填词，充满50年代的气息:442。1986年，在时任校长张志能主持下，学校重新创作了校歌《越秀山麓》，由吴庭樾老师作曲，语文科老师集体填词。“越秀山麓，纪念堂旁；二中校园，桃李芬芳。”为该版本中较为出名的两句。
2012年，以1947年版校歌《顶天立地》为基础改编的《香雪之约》成为当年学校艺术节汇演的主题曲。《香雪之约》在原版基础上由艺术科王斌老师重新编曲，并在黄天骥教授的建议下修改了部分歌词。2015年，《香雪之约》正式定为广州二中新版校歌。该版校歌点出了学校的地理位置和办学理念，昭示了学校学脉绵长。

### 校徽
20世纪50年代前后，学校曾有过多款图案不一的校章，其中包括含有“市二中”字样的倒三角状徽章、含有“广州第二中学”字样的长方形状徽章等。1986年，在时任校长张志能的主持下，艺术科的李虹老师设计了一款以广州市市花木棉花为轮廓的校徽:29,442。
2005年，学校高中部东迁至原萝岗区，时任校长罗峻峰主持新校徽设计工作。新校徽采用“外方内圆”的设计，喻示二中人的方圆精神；以“元”字作为校徽的核心元素，包含“天地成于元气，万物成于天地”和“应元路”“苏元山”及“阮元”等寓意，诠释了二中与“元”之缘；“1930”书于“元”字之右下角，喻示“千里之行，始于足下”。2012年秋，学校将英文版校名定为“Guangzhou No.2 High School”。2015年，学校将校徽的中文字体由启功体改为著名书法家、曾任学校国文教师秦咢生开创的爨宝体。

### 学生活动

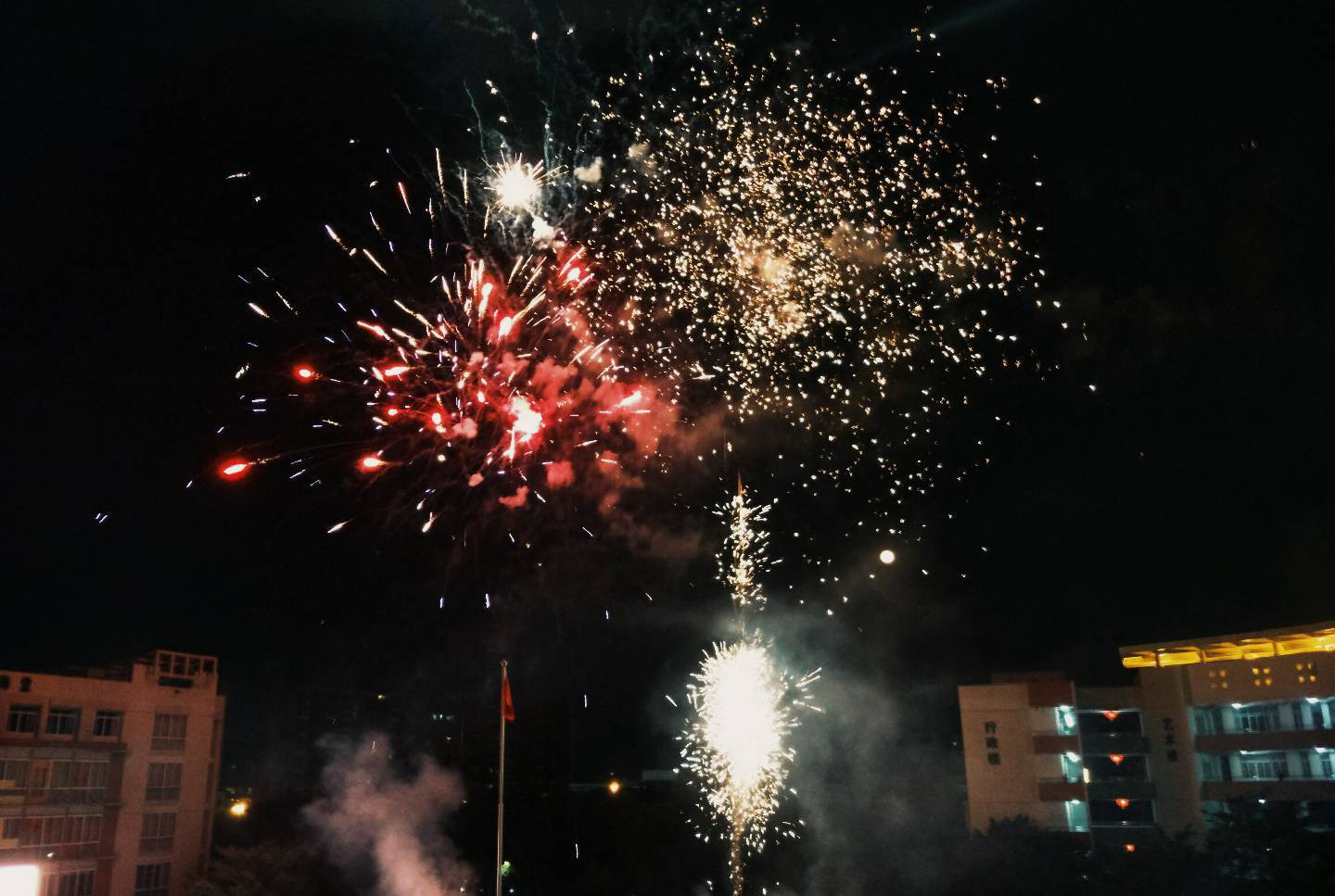
在元宵花市当天燃放的烟花

广州二中有丰富的学生活动。原创音乐比赛“创作人音乐会”需要参赛者以自己的全原创曲目或半原创曲目作为参赛曲目，主办方亦会为部分选手推出唱作录音室专辑；其曾在广州市教育局举办的“粤美校园品牌活动”中获评一等奖，截至2019年12月已成功举办了29届。慈善义卖活动“爱心义卖”始于1997年，所筹资金全数用于帮助有需要人士，近年更与元宵节校园花市活动结合，吸引不少在校生及校友参与。除此之外，还有戏剧节、艺术节、“Super Singing Star”英语歌唱比赛、运动会、科技节、社团公演等传统活动。

### “義忠仁”文化
2010年广州二中80周年校庆前夕，学校推出了“義忠仁”的相关概念。“義忠仁”取自“二中人”的粤语读音，表现了二中人“正义、忠诚、仁爱”的品质，受到了师生和校友的欢迎；校方亦授权校友和学生推出文化衫、卡贴等相关文创产品。2018年3月，校方成功将繁体字的“義忠仁”注册为商标。

## 对外交流与品牌输出

### 广州二中教育集团

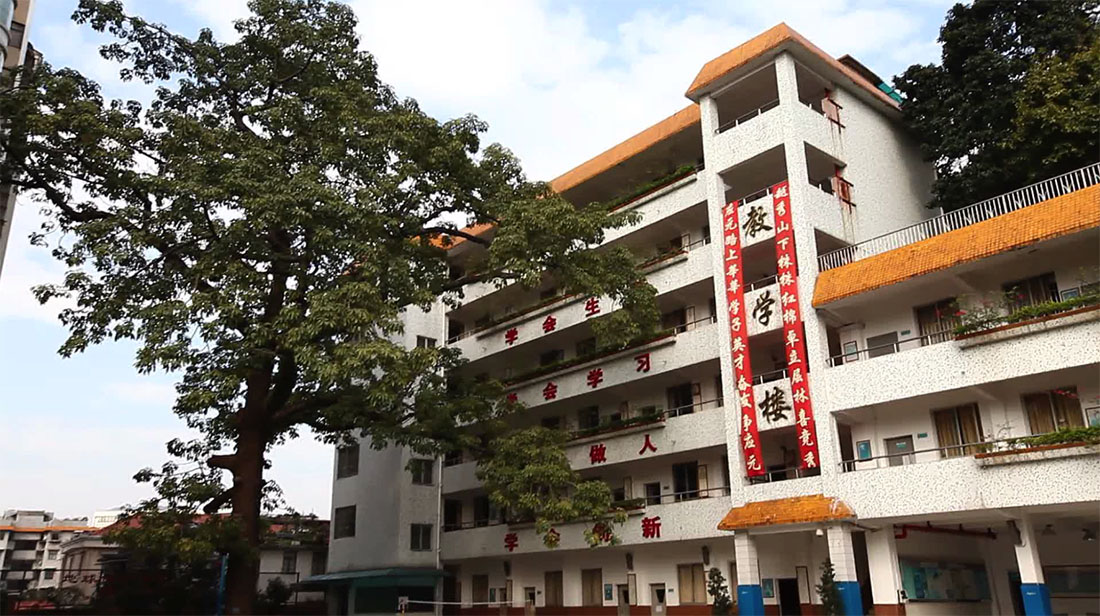
应元学校主教学楼

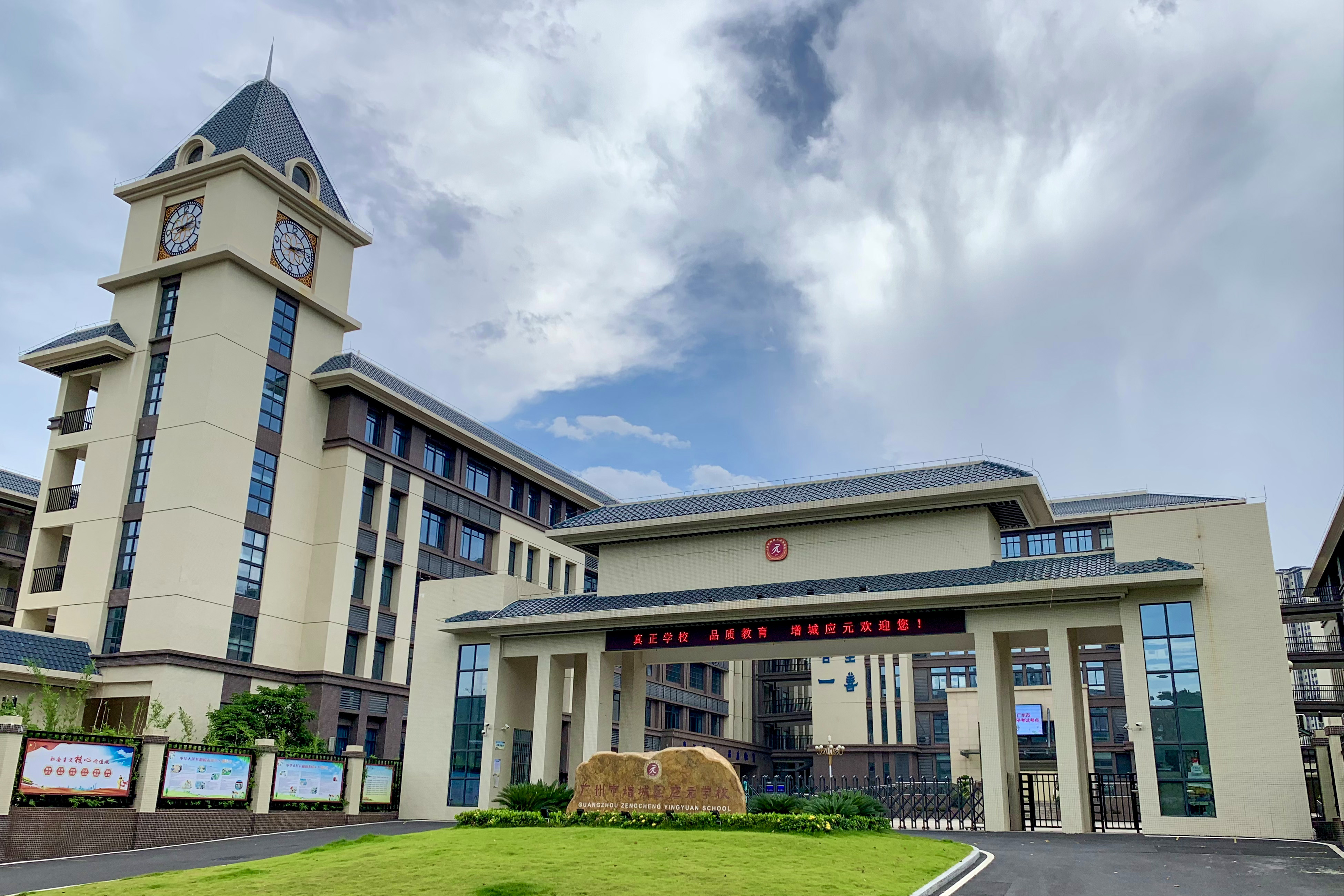
增城应元学校正门

广州二中教育集团由广州市第二中学创立，其与广州市黄埔区、南沙区教育局签约，为该区提供优质的教育资源。该集团现已形成了“一校、两核、三类、四区、五元”的格局。其中，“一校”指广州二中，“二核”指二中的应元路和科学城校区，“三类”指集团有公办学校、国有民办、委托管理三类性质的学校，“四区”指学校分布在越秀区、黄埔区、增城区、南沙区，“五元”指“应元、苏元、会元、开元、天元”。
目前除广州二中外，广州二中教育集团拥有或管理的其他学校为：早期创办的黄埔苏元（初中）以及近年新成立的黄埔会元（小学+初中）、黄埔开元（小学+初中+高中）、增城应元（初中+高中）和南沙天元（初中+高中）五所公办学校。习惯上将教育集团内各校统称为“大二中”或“二中系学校”。

### 广东教育六校联盟
2005年，学校与中山纪念中学、珠海市第一中学、东莞中学、深圳实验学校及惠州市第一中学共同结成“广东教育六校联盟”。六校之间通过联考联改、课堂同课异构、主题研讨等方式加强合作，共享教育资源。

### 清远二中
2014年开始，广州二中开始对口帮扶清远市第二中学。该校开设有“广州二中实验班”，并定期选派学生和老师到广州二中交流学习。

## 行政管理

### 现任领导
截至2025年1月，广州二中的校长为陈健，其同时兼任党委副书记；党委书记为黄学松，其同时兼任广州二中教育集团副理事长；副校长为雷建平、郑海明、李绮华、何院琴、许兴东。

### 历任校长
| 任数                                | 姓名   | 职务           | 任期                  | 备注                               |
| ----------------------------------- | ------ | -------------- | --------------------- | ---------------------------------- |
| 第1任                               | 徐甘棠 | 校长           | 1930.8-1932.8         |                                    |
| 第2任                               | 陈功甫 | 校长           | 1932.8-1935.8         |                                    |
| 第3任                               | 吴宗泰 | 校长           | 1935.8-1936.8         |                                    |
| 第4任                               | 梁天泳 | 校长           | 1936.8-1938.9         |                                    |
| 第5任                               | 黄文山 | 校长           | 1938.9-1938.10        | 原广州一中校长                     |
| 因广州沦陷，1938-1947年期间学校停办 |        |                |                       |                                    |
| 第6任                               | 王孝英 | 校长           | 1947.8-1948.5         |                                    |
| 第7任                               | 刘万章 | 校长           | 1948.11.23-1949.10.21 | 广州解放后，学校由军代表赖奕辉接管 |
| 第8任                               | 马俊   | 校长           | 1949.12.18-1952.1     |                                    |
| 第9任                               | 赖奕辉 | 校长           | 1952.1-1952.9         | “三反”运动后到广州十七中任校长     |
| 第10任                              | 邓景孟 | 校长           | 1952.9-1953.3         | 从广州三中来主持思想改造运动代理   |
| 第11任                              | 张其光 | 校长           | 1953.3-1956.9         |                                    |
| 第12任                              | 陈联新 | 校长           | 1957.8-1959.3         |                                    |
| 第13任                              | 潘贻章 | 校长           | 1959.6-1960.8         |                                    |
| 第14任                              | 王成荣 | 校长           | 1960.8-1966.2         |                                    |
| 第15任                              | 林蕴道 | 革命委员会主任 | 1966.2-1968.2         | 文化大革命期间，二中革命委员会时期 |
| 第16任                              | 王成荣 | 革命委员会主任 | 1968.3-1969.9         | 文化大革命期间，二中革命委员会时期 |
| 第17任                              | 傅植凯 | 革命委员会主任 | 1970.7-1972.12        | 文化大革命期间，二中革命委员会时期 |
| 第18任                              | 江潮   | 革命委员会主任 | 1973.7-1975.11        | 文化大革命期间，二中革命委员会时期 |
| 第19任                              | 曾祥文 | 革命委员会主任 | 1976.6-1978.3         | 文化大革命期间，二中革命委员会时期 |
| 第20任                              | 诸兆祥 | 校长           | 1978.3-1984.8         |                                    |
| 第21任                              | 张志能 | 校长           | 1984.8-1995.8         |                                    |
| 第22任                              | 莫乃文 | 校长           | 1995.8-2003.1         | 后调任广雅中学校长                 |
| 第23任                              | 罗峻峰 | 校长           | 2003.2-2013.7         | 原任广州六中书记兼校长             |
| 第24任                              | 张先龙 | 校长           | 2013.8-2024.2         |                                    |
| 第25任                              | 陈健   | 校长           | 2024.2-               | 现任校长                           |

## 校友

### 校友会
广州二中校友会的前身为1946年成立的广州二中同学会，组成人员均为1930年到1938年的二中校友。1986年，学校再次筹备校友会，并于同年正式挂牌。2012年至今，由刘碧露担任会长。
广州二中校友会的现办公地点位于学校应元路校区，并于每年校庆期间出版校庆纪念刊物《越秀春风》。同时，在香港和澳大利亚分别设有香港校友会和澳洲校友会。

### 著名校友
广州二中在政军界的校友主要有：1935届校友、原广东省人民政府秘书长、中共广州市委书记欧初，1950届校友、中国人民解放军空军首批女性飞行员梁慧敏，1950届校友、中华民国国军中将朱锦荣，1955届校友、原天津市副市长、全国侨联副主席叶迪生，1966届校友、全国人大华侨委员会委员、原海南省人大常委会副主任王守初等。
在学界的校友主要有：中国工程院院士，鱼类生理学及生殖学专家林浩然，1952届校友、中国大陆油田化学领域开拓者赵福麟，1954届校友、原暨南大学校长周耀明，1955届校友、当代思想家、国学大师霍韜晦，1955届校友、“中国试管婴儿之父”、原中山医科大学生殖医学中心教授庄广伦，1957届校友、原广东医学院院长梁念慈，1958届校友、原广州市红十字会医院院长黄长抗，1972届校友、原广东广雅中学校长、广东省人民政府督学黄永光，1988届校友、中国科学院院士、中山大学孙逸仙纪念医院院长宋尔卫等。
在文体界的校友主要有：1952届校友、著名油画家、广西美术家协会名誉主席邵伟尧，1953届校友、男高音歌唱家、国家一级演员吴其辉，1958届校友、前中国国家足球队成员梁德成，1962届校友、香港时事评论家张立，1964届校友、中国民族艺术家协会终身名誉主席钟维国，1965届校友、广东省话剧院知名演员舒力生，1966届校友、新快报前总经理叶德时，1974届校友、广东省话剧团喜剧团团长苏志丹，1981届校友、最早与香港唱片公司签约的中国大陆歌手麦子杰，2017届校友、创作歌手陈思键等。
在商界的校友主要有：1963届校友、原越秀集团董事肖博彦，1966届校友、原广州广日集团董事长潘胜燊，1967届校友、潘高寿药业总经理吕银英，1968届校友、原珠江钢琴董事长王润培，1976届校友、广汽集团董事长曾庆洪等:202-205。